# (1243) Pamela
(1243) Pamela es un asteroide perteneciente al cinturón de asteroides descubierto por Cyril V. Jackson el 7 de mayo de 1932 desde el observatorio Union de Johannesburgo, República Sudaficana.

## Designación y nombre
Pamela fue designado inicialmente como 1932 JE.
Posteriormente se nombró en honor de una hija del descubridor.

## Características orbitales
Pamela está situado a una distancia media de 3,097 ua del Sol, pudiendo acercarse hasta 2,954 ua y alejarse hasta 3,241 ua. Tiene una excentricidad de 0,04633 y una inclinación orbital de 13,28°. Emplea 1991 días en completar una órbita alrededor del Sol.